# Хамелеон (фильм, 2013)
«Хамелеон» — полнометражный художественный фильм, снятый в 2013 году Руфатом Гасановым и Эльвином Адыгозелом .

## О фильме
Действие фильма «Хамелеон» построено вокруг одного события: молодой человек приезжает из России в Баку, чтобы продать дом отца. Попав в Баку, в его памяти начинают оживать воспоминания о прошлом.
Фильм снимался 6 дней, без профессионального света, одним фотоаппаратом и двумя объективами.
Руфат Гасанов рассказывал о съёмках: «Так получилось, что однажды выпивая с друзьями, я встретил старого товарища и в ходе беседы сказал, что планирую снимать полнометражные фильмы. „В чём проблема?“, — спросил он. Я сказал, что нет денег. В этот же вечер он дал мне 10 тысяч долларов. Пришлось уволиться с работы. … Профессиональных актёров у нас не было, кроме главного героя, который покупал дом. Все остальные — это жители самой деревни, сантехники, маляры. …Я снимал этот фильм, потому что, честно, руки очень чесались. Хотелось снимать кино, денег было мало, времени тоже. Зато казусов было много. Во время съёмок одной из последних сцен, когда Ниджат (Фарид Бахрамов) стоит перед административным зданием, к нам вышли представители из Министерства Юстиции и попросили показать разрешение на съёмку. Естественно, у нас его не было. Мы сказали, что уходим. Ушли. Потом быстро вернулись, сняли, а потом убегали, в прямом смысле слова, от блюстителей порядка».
Эльвин Адыгозел на вопрос журналистов о мотивах, которыми он руководствовался, снимая этот фильм, ответил: «Я вообще снимал кино не для зрителя. Это письмо, которое я отправляю в мир… прокат и мнение зрителя меня не интересует. Снимаю кино, чтобы когда-нибудь кто-то мог сказать, что был такой фильм такого человека, и он не был похож на остальные».
Критики охарактеризовали «Хамелеон» как фильм-медитация, где главную роль играет не сюжет, а форма и настроение.
Фильм «Хамелеон» снят на азербайджанском языке. Демонстрируется с английскими и французскими субтитрами. Съемочный период длился всего шесть дней.
Будучи представлен в 2013 году на кинофестивале в Локарно, фильм получил хорошую прессу и был отмечен критикой и киносообществом как пример удачного в фестивальном отношении независимого кино.

## Съёмочная группа
- Производство — Adari Films (Азербайджан), Arizona Production (Франция), Vita Aktiva (Россия)
- Продюсеры — Ирада Багирзаде, Юлия Мишкинене[11][12]
- Сценарий — Эльвин Адыгозел, Руфат Гасанов
- Режиссура — Руфат Гасанов, Эльвин Адыгозел
- Оператор — Дадаш Адна

## Актёры
- Фарид Бахрамов
- Эмин Сейфулла
- Эльвин Адыгозел
- Мубариз Халилов
- Вали Ибадов
- Нариман Маликов
- Гюнел Мовлуд

## Премьера, фестивали
- В 2013 году дебютный полнометражный художественный фильм Руфата Гасанова и Эльвина Адыгозела «Хамелеон» вошёл в параллельную конкурсную программу «Режиссёры настоящего» Локарнского международного фестиваля, где состоялась его премьера[13][14][15][16].

- В сентябре 2013 года «Хамелеон» принял участие в конкурсной программе кинофестиваля «Киношок-2013»[17][18][19][20].

- В сентябре 2013 года «Хамелеон» принял участие в конкурсной программе IX Международного кинофестиваля «Евразия»[21].

- В октябре 2013 года в кинотеатре «35 mm» состоялась московская премьера фильма «Хамелеон»[22][23][24].

- В октябре 2013 года «Хамелеон» принял участие в программе «Кино без границ» Киевского международного кинофестиваля «Молодость»[25].

- В ноябре 2013 года «Хамелеон» был включен в конкурсную программу IV международного кинофестиваля в Малатье (Турция)[26].

- В ноябре 2013 года «Хамелеон» был включен в конкурсную программу XIV Тбилисского международного кинофестиваля[27].

- В феврале 2014 года «Хамелеон» был включен в конкурсную программу XII Международного Фестиваля кинематографических дебютов «Дух огня» в Ханты-Мансийске[28][29].

## Цитаты
- «Сюжет этого фильма <…> вращается вокруг продажи дома, но служит, скорее, поводом для антропологического описания пейзажа, в котором переплелись феодальные, капиталистические отношения и рудименты советских. Впрочем, медитативный ритм, артизированное изображение и минималистическая манера актерской игры переводят драму из разряда социальной в экзистенциальную, какой был в своё время, скажем, „Жил певчий дрозд“»[30] — Андрей Плахов, 2013.

- «Проект Руфата Гасанова и Элвина Адыгозела формально — копродукция Франции, России и Азербайджана, снят в Азербайджане на азербайджанском языке, но в речи героев проскальзывает пара-тройка русских слов, а в сценах воспоминаний за кадром звучит колыбельная из мультфильма про Умку: „Спят твои соседи, белые медведи…“. В отличие от пленительной короткометражки Патиньо, маленький фильм Ру Гасанова „Форс-мажор“ меня взбесил: я посмотрел его трижды, но так ничего и не понял. Тем радостнее признать, что „Хамелеон“, снятый не слишком дружелюбными по отношению к зрителю длинными планами и почти лишенный внешнего действия, — фильм внятный и глубокий, социально и психологически точный. Он лаконичен — всего 72 минуты, но похож на роман, в котором есть пласт достоверно запечатленной современности, и есть сновидческая линия прошлого, исподволь проникающего в реальность»[1] — Вадим Рутковский, 2013.

- «Это самый радикальный арт-хаус, который сейчас многие режиссёры боятся снимать, потому что во всем мире, в том числе в России, есть тенденция ухода авторского кино в сторону зрительского кинематографа… это элитное авторское кино — медленное и созерцательное»[31] — Юлия Мишкинене, 2013.

- «„Хамелеон“ — образец грамотного „фестивального“ кино, чья азербайджанская идентичность сознательно не педалируется авторами, явно ориентированными на турецкий и иранский медитативно-поэтический неореализм, а проходит по линии весьма востребованного на фестивалях общего „экзотизма“. Как и полагается, сюжет „Хамелеона“ размыт, держится на неочевидных внутренних связях и параллелях, но при этом у режиссёров крепкая хватка — в отличие от многих поэтических творений молодых авторов, их кино не разваливается прямо на глазах, а вполне способно 70 с лишним минут удерживать рассеянное внимание извращенного фестивального зрителя»[11] — Стас Тыркин, 2013.

- «Это грустное медитативное кино, в котором сюжет, связанный с куплей-продажей дома, становится скорее поводом для описания социального пейзажа и „пейзажа души“»[32] — Елена Плахова, 2013.

- «…картину „Хамелеон“ за €10 тысяч сняли два молодых азербайджанца: выучившийся в американской киношколе (и успевший поработать со Спайком Джонзи) Руфат Гасанов и документалист Эльвин Адигозель из города Гойчай. Вместе они сделали удивительно натуральную, но притом минималистичную картину о парне в узких джинсах, что приезжает из Штатов продавать отчий дом менеджеру строительной компании — тому нужно где-то жить с семьей, пока он сносит такие же дома в округе для строительства новой дороги. Фильм о разрыве связи времен вышел тем более душераздирающим, что в качестве отходной по советскому детству героя и былому мироустройству в целом за кадром звучит пронзительная колыбельная про белых медведей из старого мультфильма — жаль, что этот культурный код синефильской публике Локарно, и без того неплохо принявшей дебют, никак не считать»[33] — Ольга Шакина, 2013.

- «Один персонаж, молодой парень, готовит свой дом к продаже, а второй собирается его купить. Обещания раздаются легко, никто никому не доверяет, но все всем верят. Память места постепенно — не то чтобы исчезает, но трансформируется, затихает. Тот, который продает, то и дело вспоминает колыбельную своего детства: „Мы плывем на льдине, как на бригантине“, — шепотом, без музыки, еле различимо. „Хамелеон“ — социальная драма, которая и не социальная, и не драма, так что существует искушение назвать хамелеоном сам фильм — сложный, неглупый, прекрасно сконструированный и — единственный минус — идеально, стерильно фестивальный»[34] — Ксения Рождественская, 2013.

- «Это независимое азербайджанское кино, создатели которого не то что не получали господдержки — даже не обращались с просьбами о финансировании в азербайджанский минкульт. И открывает оно не образцово-показательную глянцевую сторону нефтяного Баку, а тот Азербайджан, о жизни которого мы практически ничего не знаем»[35] — Ирина Корнеева, 2013.

- «„Хамелеон“ рассказывает о двух почти незнакомых между собой людях, один из которых (Ниджат — Фарид Бахрамов) продает дом, а другой (Али — Эмин Сейфулла) его покупает. Несколько дней из жизни каждого составляют полноценный портрет страны, застывшей в безвременье, и полуфеодального общества, словно погрузившегося в спячку. Возможно, это самая яркая картина, снятая о современном Азербайджане, — точно так же, как в своё время „Шультес“ Бакура Бакурадзе оказался главным — и беспощаднейшим — свидетельством о Москве середины нулевых. Помимо редкого сочетания исследовательской деликатности и диагностической точности, эти картины объединяет философское осмысление реальности»[29] — Евгений Майзель, 2014.